# Kanton Tourcoing-Nord-Est
Der Kanton Tourcoing-Nord-Est war von 1895 bis 2015 ein französischer Wahlkreis im Arrondissement Lille, im Département Nord und in der Region Nord-Pas-de-Calais. Sein Hauptort war Tourcoing.

## Gemeinden
Der Kanton bestand aus einem Teil der Stadt Tourcoing (angegeben ist hier die Gesamteinwohnerzahl, im Kanton lebten etwa 41.800 Einwohner) und einer weiteren Gemeinde:
| Gemeinde            | Einwohner Jahr | Fläche km² | Bevölkerungsdichte | Code INSEE | Postleitzahl |
| ------------------- | -------------- | ---------- | ------------------ | ---------- | ------------ |
| Neuville-en-Ferrain | 10.294 (2013)  | 6,18       | 1666 Einw./km²     | 59426      | 59960        |
| Tourcoing           | 93.974 (2013)  | –          | – Einw./km²        | 59599      | 59200        |